# Panurge
Pour les articles homonymes, voir Panurge (homonymie).

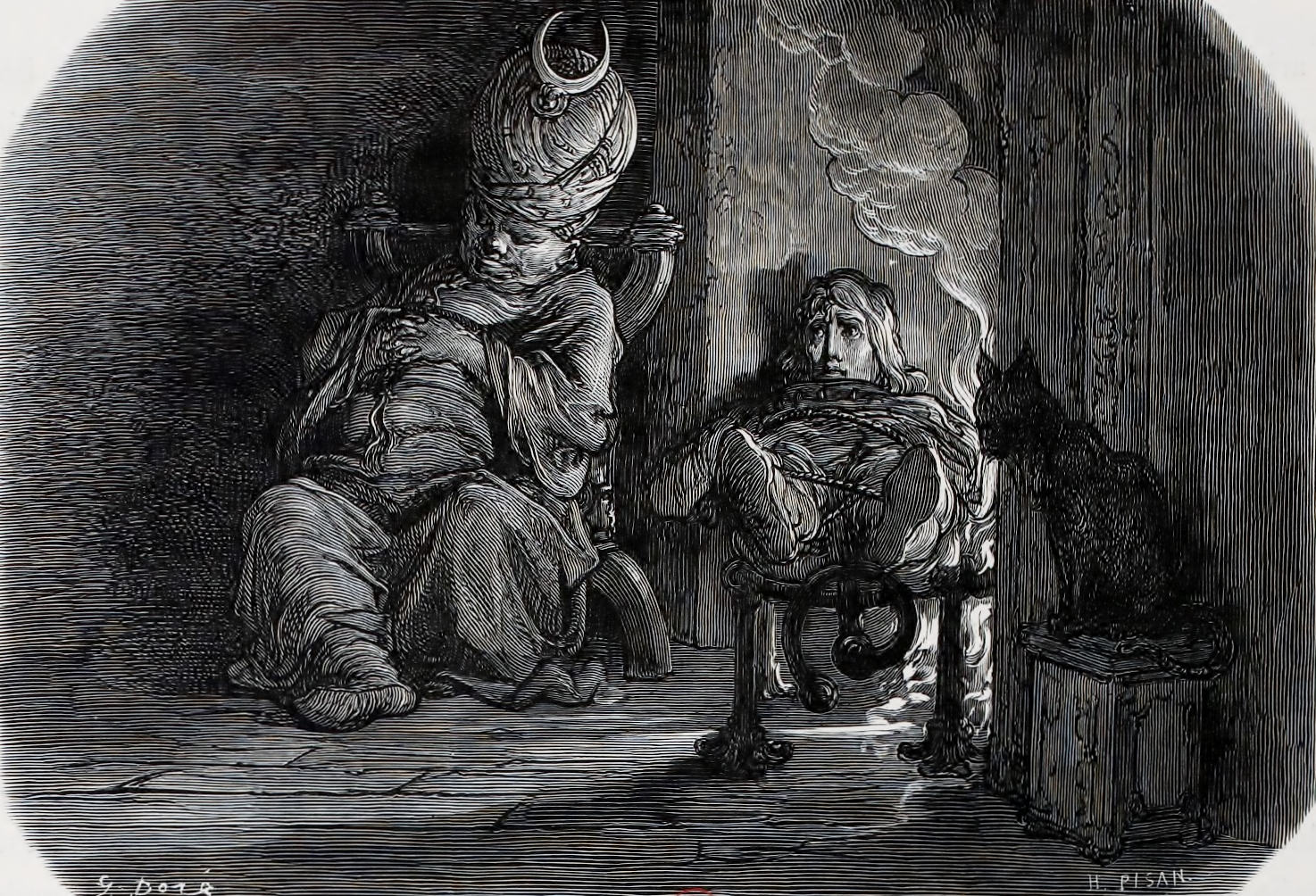
Panurge mis en broche par les Turcs. Il raconte comment il leur échappa dans le chapitre XIV de Pantagruel. Gravure de Gustave Doré dans l'édition de Garnier Frères, 1873.

Panurge (du grec ancien πανοῦργος / panoûrgos signifiant « apte à tout faire, méchant ») est l'un des personnages de François Rabelais, ami du géant Pantagruel. Figure comique et exubérante, il accompagne la totalité de la geste romanesque rabelaisienne, excepté dans Gargantua.

## Dans la geste rabelaisienne

### Un joyeux luron et vilain farceur dans lePantagruel
Lorsque Pantagruel rencontre Panurge, celui-là, d'une belle physionomie mais misérablement vêtu, gagne immédiatement son affection. Panurge réclame la charité en quatorze langues (dont trois imaginaires, le lanternois, l'utopien et le langage des antipodes), avant de s'exprimer en français . Le lanternois consiste en un baragouin reposant sur l'hybridation du français et d'autres idiomes tels que l'anglais, comme l'illustre le mot « delmeplistrincq » pour « donne-moi please to drink ». L'antipodien repose lui sur le mélange des langues arabes, syriaques et hébraïques réinventées. Ces deux jargons illustrent l'inclination de Rabelais pour l'amalgame humoristique des langues.

### Désir et crainte du mariage dans leTiers Livre
Dès le début du Tiers Livre, la binarité entre Pantagruel, géant humaniste, et Panurge le débauché, se retrouve dans la manière dont ce dernier, nommé châtelain de Salmigondin, dilapide joyeusement son domaine tandis que le premier peuple avec bonheur les terres de Dipsodie. 
Mais surtout, Panurge décide de se marier. D'un caractère moins enjoué que dans le précédent roman, il est partagé entre son désir charnel et la peur d'être cocu. Il demande conseil à une multitude de personnages, comme une sybille, le fou Triboulet ou le poète Raminagrobis, mais s'oppose toujours à Pantagruel sur l'interprétation des prédictions, refusant la conclusion pessimiste quant à un éventuel déboire conjugal.

### Le voyage en mer dans leQuart Livreet leCinquième Livre
Dans le quatrième roman de la geste pantagruélique, le Quart Livre,  Panurge part sur les mers avec ses compagnons chercher une réponse auprès de l'oracle de la Dive bouteille. L'un de ses plus célèbres hauts faits est d'avoir jeté le mouton acheté à Dindenault par-dessus bord, afin que le reste du troupeau se jette à sa suite. De là est issue l'expression « mouton de Panurge ». 
En revanche, dans l'épisode ultérieur de la tempête maritime, Panurge se remarque par sa couardise et sa superstition en multipliant les prières inutiles, en suppliant Frère Jean de ne pas jurer et en donnant des ordres aux mariniers tandis qu'il gémit sans leur venir en aide. Ces deux passages évoquent Baldus, un texte macaronique de Teofilo Folengo. Le personnage de Cingar manifeste le même humour cruel face au marchand et accourt en vain dans tous les sens en pleine tempête. Cependant, Rabelais accentue le côté burlesque de ces scènes.

## Postérité littéraire
Le personnage de Panurge apparaît dans des œuvres narratives et théâtrales, s'inspirant ou non de l'univers rabelaisien. Ainsi, le livret de colportage Le Disciple de Pantagruel, dont la première édition attestée remonte à 1538, met bien en scène ce personnage dans un récit hérité du premier roman de Rabelais, mais il est dépourvu de caractère et se trouve même remplacé dans certaines éditions ultérieures.